# Verehrt und Angespien

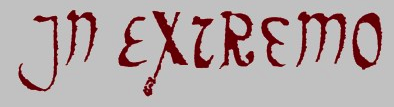
In Extremo (Logo)

Verehrt und Angespien je studiové album od německé kapely In Extremo. Je obecně považováno za jedno z nejlepších alb skupiny.

## Seznam skladeb

### CD1
1. „Merseburger Zaubersprüche“ – 4:28
2. „Ich kenne alles“ – 3:07
3. „Herr Mannelig“ – 4:56
4. „Pavane“ – 5:01
5. „Spielmannsfluch“ – 3:42
6. „Weiberfell“ – 4:30
7. „Miss Gordon Of Gight“ – 2:11
8. „Werd ich am Galgen hochgezogen“ – 3:49
9. „This Corrosion“ – 4:02
10. „Santa Maria“ – 4:30
11. „Vänner och Frände“ – 4:00
12. „In Extremo“ – 4:28
13. „Herr Mannelig [Acoustic Version]“ – 3:08

### CD2
1. „Merseburger Zaubersprüche (Radio Mix)“ – 3:41
2. „Merseburger Zaubersprüche (Remixed by Dreizack/Turnstyle)“ – 5:10
3. „Ai Vis Lo Lop (Vocal Remix)“ – 3:55